# Тарулис, Пятрас
Пя́трас Тару́лис (лит. Petras Tarulis, настоящее имя Юозас Пятренас, Juozas Petrėnas; 31 марта 1896, Дягучяй Утенского района — 5 февраля 1980, Нью-Йорк) — литовский писатель, работник периодической печати.

## Биография
Учился в русской начальной школе в Утене и в гимназии в Петрограде и Воронеже.
В Литовском университете (впоследствии Университет Витаутаса Великого) изучал литературу. Вместе с Казисом Бинкисом организовал литературную группировку футуристической ориентации «Четыре ветра», в которую входили молодые поэты Юозасом Жлабисом-Жянге, Салисом Шемерисом и другие. В 1926—1927 годах в Париже благодаря стипендии Министерства просвещения изучал журналистику.
Выступал в роли художника, оформляя журнал «Четыре ветра» и книги других «четырёхветровцев»; устроил в Каунасе две своих выставки.
В 1944 году с приближением Советской Армии к Литве выехал в Германию. Из Германии переселился в США. В Нью-Йорке редактировал литовское эмигрантское издание „Tėvynė“ («Отчизна»).
Урна с прахом была захоронена на Пятрашюнском кладбище в Каунасе.

## Литературная деятельность
Вместе с Казисом Бинкисом выпустил авангардистский альманах „Keturių vėjų pranašas“ («Пророк четырёх ветров», 1922) и создал литературную группу «Четыре ветра». С отходом Бинкиса от авангардистского движения возглавил «Четыре ветра». Был редактором журнала „Keturi vėjai“ («Четыре ветра», 1924—1928) и его самым продуктивным автором.
Вместе с К. Бинкисом выпустил альбом „Vilnius 1323—1923“ (1923; бо́льшая часть работы выполнена Тарулисом).
Издал небольшую работу о театре „Sodžiaus teatras“ (1924, под псевдонимом Брундалас), сборник рассказов „Mėlynos kelnės“ («Синие штаны», 1927).
Позднее был главным редактором изданий товарищества „Naujas žodis“, редактором газеты „Diena“ и других периодических изданий, издавал юмористическую газету „Kultuvė“.
После большого перерыва уже в эмиграции выпустил книгу четырёх повестей „Žirgeliai padebesiais“ (1948) и роман „Vilniaus rūbas“ (1965).
В периодике печатались статьи о М. К. Чюрлёнисе, очерки о С. Кайрисе, Й. Марцинкявичюсе.